# San Martín Huamelúlpam
San Martín Huamelúlpam är en ort i Mexiko.   Den ligger i kommunen San Martín Huamelúlpam och delstaten Oaxaca, i den sydöstra delen av landet, 280 km sydost om huvudstaden Mexico City. San Martín Huamelúlpam ligger 2 225 meter över havet och antalet invånare är 113.
Terrängen runt San Martín Huamelúlpam är lite kuperad. Runt San Martín Huamelúlpam är det ganska glesbefolkat, med 24 invånare per kvadratkilometer. Närmaste större samhälle är Heroica Ciudad de Tlaxiaco, 16,4 km sydväst om San Martín Huamelúlpam. Trakten runt San Martín Huamelúlpam består i huvudsak av gräsmarker.